# Эренсия Севальос, Мариано
Мариано Эренсия Севальос (исп. Mariano Herencia Zevallos; 15 октября 1821, Куско, — 2 февраля 1873, Чинчао) — перуанский политический и военный деятель, в период острого политического кризиса в стране, после казни президента Хосе Бальты и линчевания Томаса Гутьерреса, и после двухдневного пребывания на посту Франсиско Диаса Кансеко в соответствии с конституцией Перу возглавлял страну в течение 6 дней до прихода избранного президента Мануэля Пардо.
Мариано Еренсиа Севальос был убит в провинции Чинчао 2 февраля 1873 года, во время правления Мануэля Пардо.

## Биография
Мариано Эренсия Севальос родился 15 октября 1821 года в селе Супалла (Supalla) (в настоящее время под юрисдикцией района Чапимарка (Chapimarca) провинции Аймараес). Этот регион был в своё время частью муниципалитета Куско.
В молодости Мариано переехал в Куско, где учился в Национальном колледже. После окончания учёбы с 1838 года работал в Лиме в министерстве. Поступив на службу в армию, боролся за установление в Перу боливийской конфедерации.
В 1842 году был назначен заместителем префекта и военачальником провинций Абанкай и Аймараес. В 1843 году присоединился к революционной борьбе во главе с Доминго Ньето и Рамоном Кастилья против Игнасио де Виванко (Vivanco). Во время правления Хосе Руфино Эченике переехал в Куско, чтобы продолжить политическую деятельность, где был арестован и осуждён. С помощью друзей вновь вернулся в Куско. Из-за преследований скрывался в своей усадьбе недалеко от Абанкая, затем в Андауайласе. В 1955 году был ранен, получил звание полковника.
В 1868 году был избран сенатором в городе Куско и первым вице—президентом правительства Хосе Бальты.
После убийства президента Хосе Бальты вступил в должность конституционного президента Перу, пробыв на этой должности всего шесть дней — с 27 июля по 2 августа 1872 года.
Обвиненный в заговоре против правительства, был арестован и отправлен на границу с Бразилией, но по пути 2 февраля 1873 года был вместе со своим соратником полковником Доминго Гамио убит своими охранниками. Останки Мариано Эренсии Севальоса были похоронены на кладбище Уанако.